# جورج موريس (سياسي)
جورج موريس (بالإنجليزية: George Morris)‏ هو سياسي نيوزلندي، ولد في 1840، وتوفي في 16 أبريل 1903. انتخب عضو مجلس النواب نيوزيلندا.